# Butte Falls
Butte Falls – miasto w Stanach Zjednoczonych, w stanie Oregon, w hrabstwie Jackson.